# 三ツ山古墳群

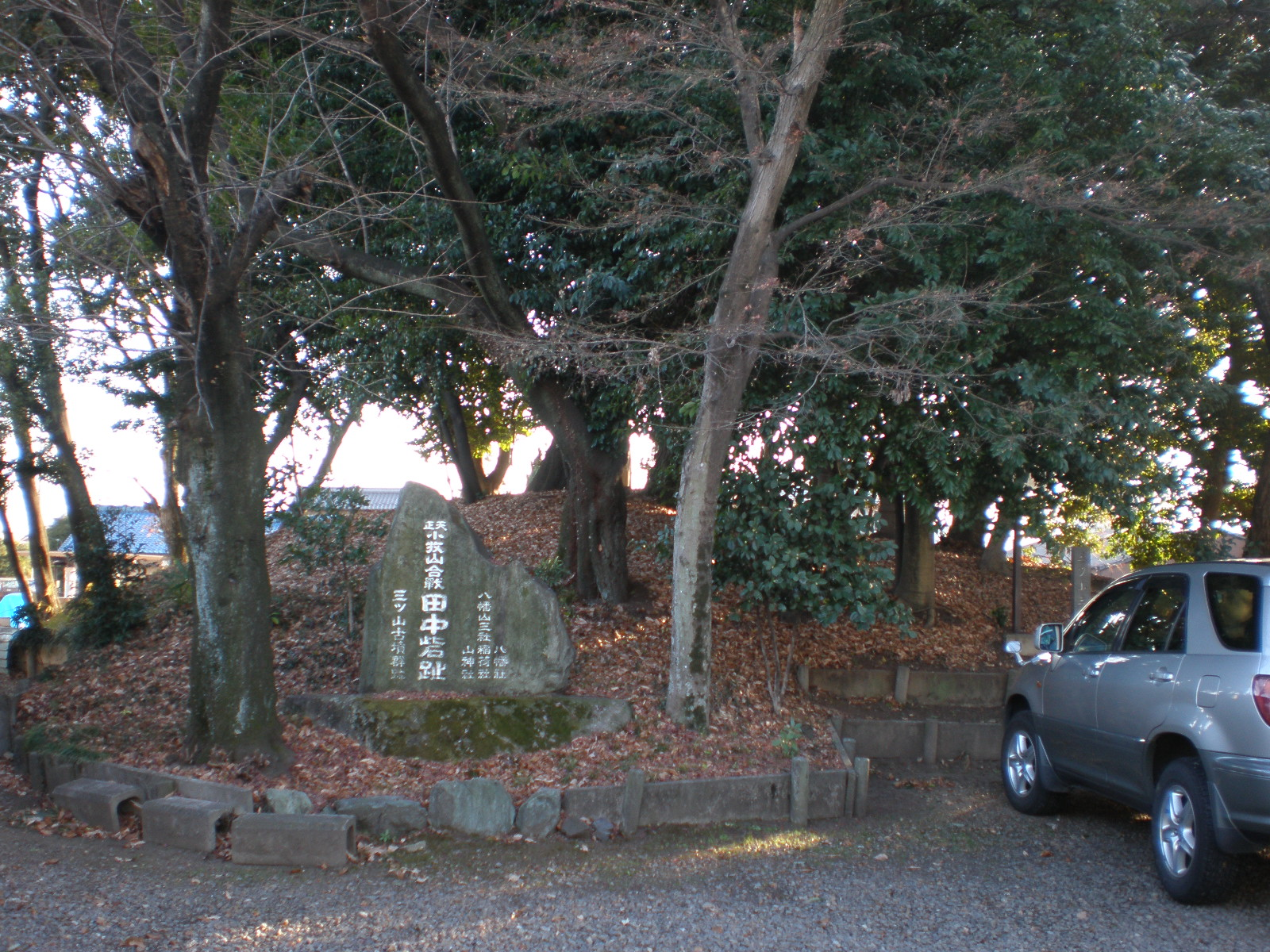
三ツ山古墳群の現存する3号墳と田中砦跡

三ツ山古墳群（みつやまこふんぐん）は、かつて愛知県小牧市大字東田中に存在した、古墳時代の古墳群である。方墳3基で構成されていた。現在はそのうち1基の3号墳のみが残っている。またこの古墳群を含む一帯は、1584年（天正12年）の小牧・長久手の戦いの折り、田中砦が築かれた場所でもある。

## 概要
三ツ山古墳群は古墳時代の古墳群。方墳3基で構成されていた。しかし1979年（昭和54年）に国道155号の拡幅工事が行なわれることとなり、北側の2基（1・2号墳）が破壊されることとなった。そこで同年発掘調査が行なわれた。いずれも1辺約20mの方墳で、墳頂部に割竹形の木棺（割竹形木棺）が安置されていた他、副葬品として銅鏡3面と鉄製武具、農工具などが見つかった。またこの調査結果から、4世紀末～5世紀初頭に築造されたことが解かっている。なお残された3号墳はまだ調査が行なわれておらず、現在三ツ山会館の敷地内に保存されている。

## 田中砦跡
田中砦跡は、1584年（天正12年）の小牧・長久手の戦いの折り、秀吉軍が築いたとされる砦跡である。同古墳を含む一帯に、東西十六間、南北三十間に渡って築かれたとされている。布陣したのは堀長政、蒲生氏郷、加藤光泰など。しかし布陣した兵力は分かっていない。なお現在遺構などはまったく残されていないが、古墳の前に砦跡を示す石碑が建てられている。

## 年表
- 4世紀末～5世紀初頭 - 古墳が築造される。
- 1584年（天正12年） - 小牧・長久手の戦いで秀吉軍が古墳を含む一帯に砦を築づく。
- 1979年（昭和54年） - 発掘調査後、道路拡幅工事実施。3基の内の2基が破壊される。

## 所在地
- 愛知県小牧市大字東田中字金井戸地内 三ツ山会館周辺

## 交通手段
- 名鉄小牧線の小牧原駅下車、徒歩で約3分。
- ピーチバスの「東田中」停留所下車、徒歩で約5分。
- こまき巡回バスの「東田中」停留所下車、徒歩で約5分。

## 関連書籍
- 『三ツ山古墳群発掘調査報告書』小牧市教育委員会、愛知県土木部/編（小牧市、1980年3月）